# Distrito de Santiago de Chocorvos
El distrito de Santiago de Chocorvos es uno de los dieciséis distritos que conforman la provincia de Huaytará, ubicada en el departamento de Huancavelica, bajo la administración del Gobierno regional de Huancavelica, en la zona de los andes centrales del Perú. Limita por el sur con el departamento de Ica; por el norte con la región de Vizcapalca (Distrito de Pilpichaca); por el este con los distritos de Laramarca y Córdova; y, por el oeste con el Distrito de San Francisco de Sangayaico.
Desde el punto de vista jerárquico de la Iglesia católica, forma parte de la Diócesis de Huancavelica.

## Historia
Fue creado en la época de la Independencia. ALCALDE 2023 -2026: Dr Jose vicente Romero Cahuana

## Geografía

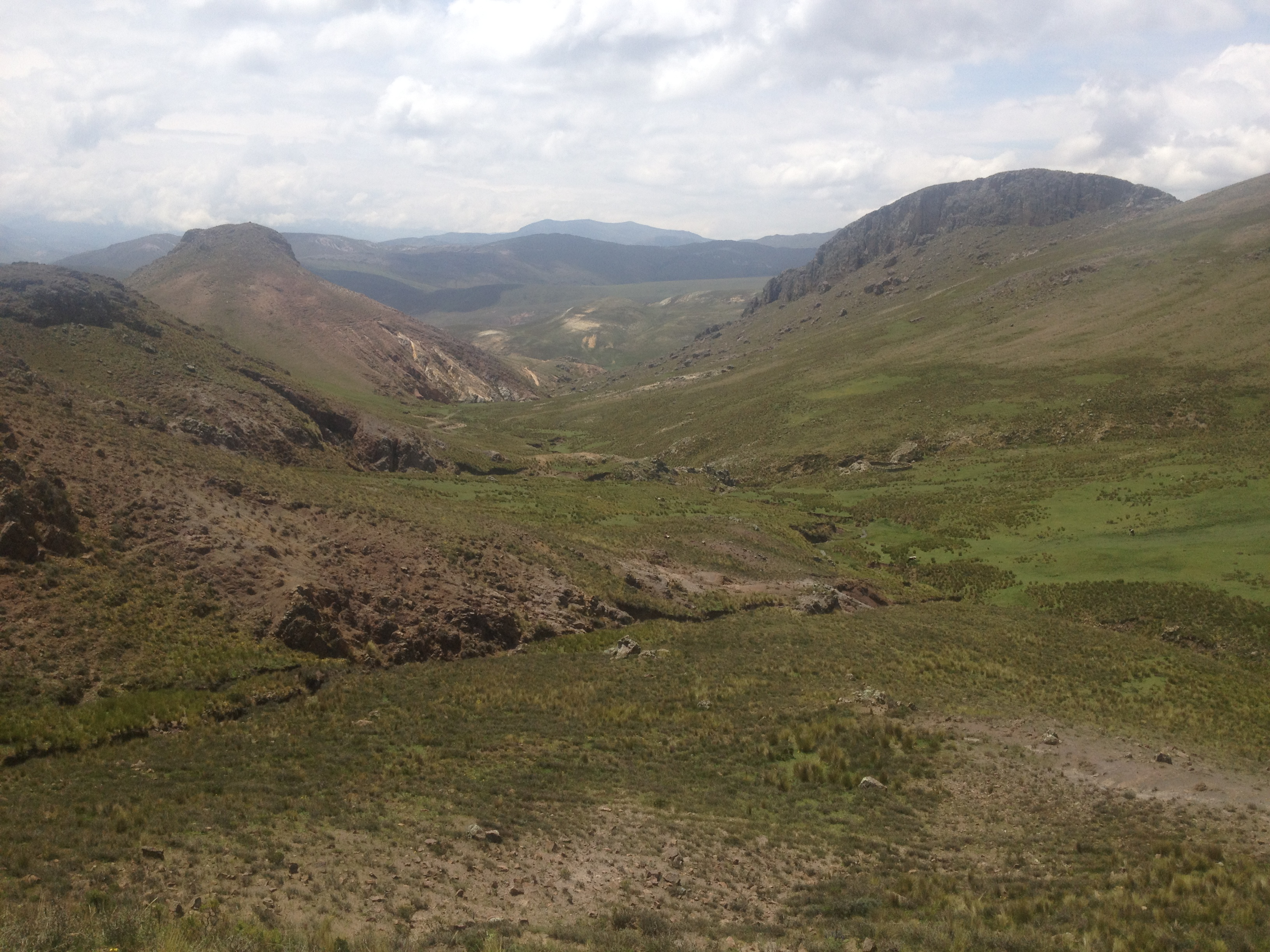

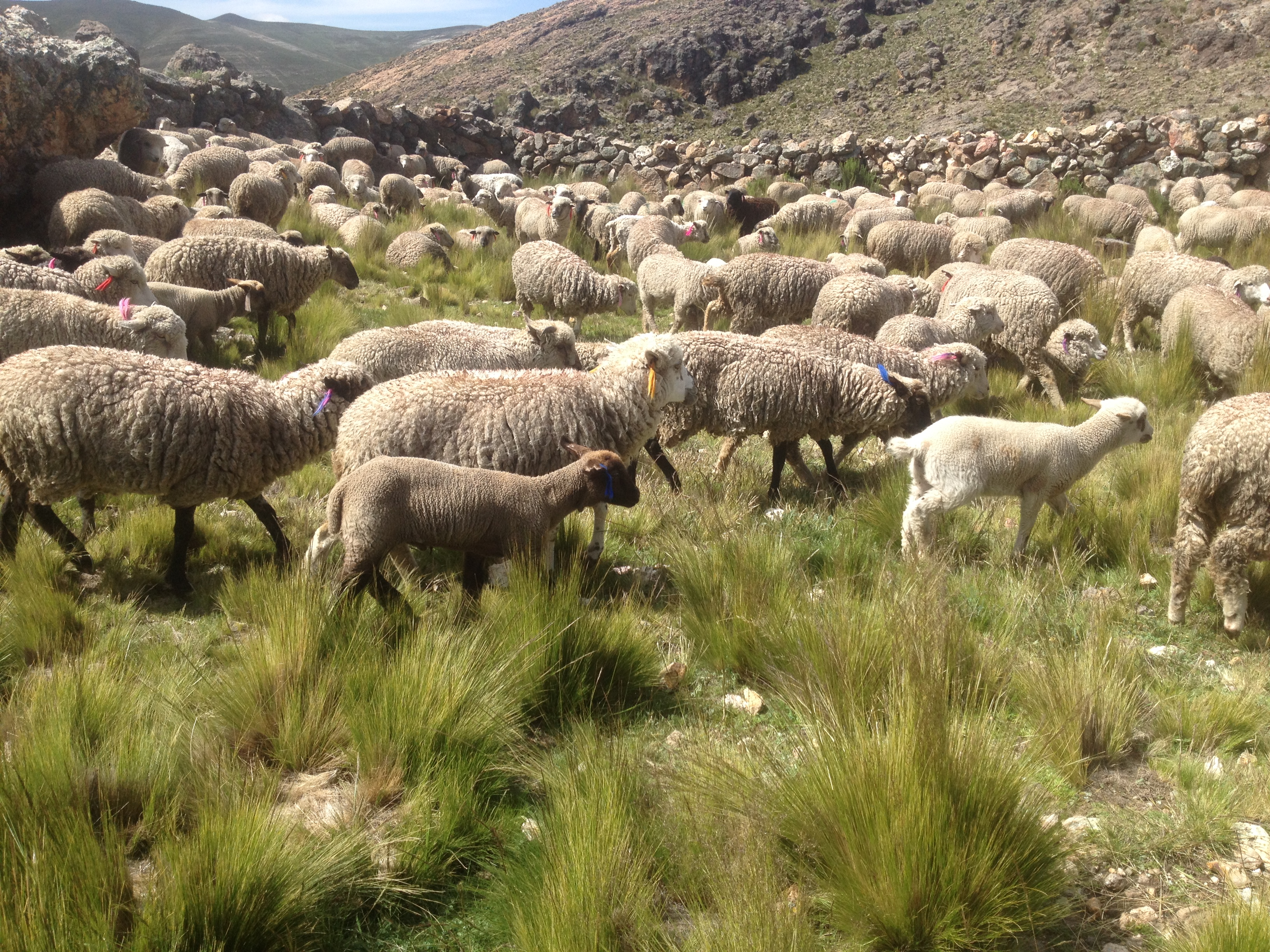

Abarca una superficie de 1150,2 km². Ubicada al sur de la provincia de Huaytará, a una altitud de 2522 m s. n. m. y a 90 km de la ciudad de Ica. la capital del distrito es Santiago de Chocorvos.
Dedicado principalmente a la agricultura y a la ganadería, productor de variados arbustos como eucaliptos y árboles frutales además de leche y queso.

### Anexos

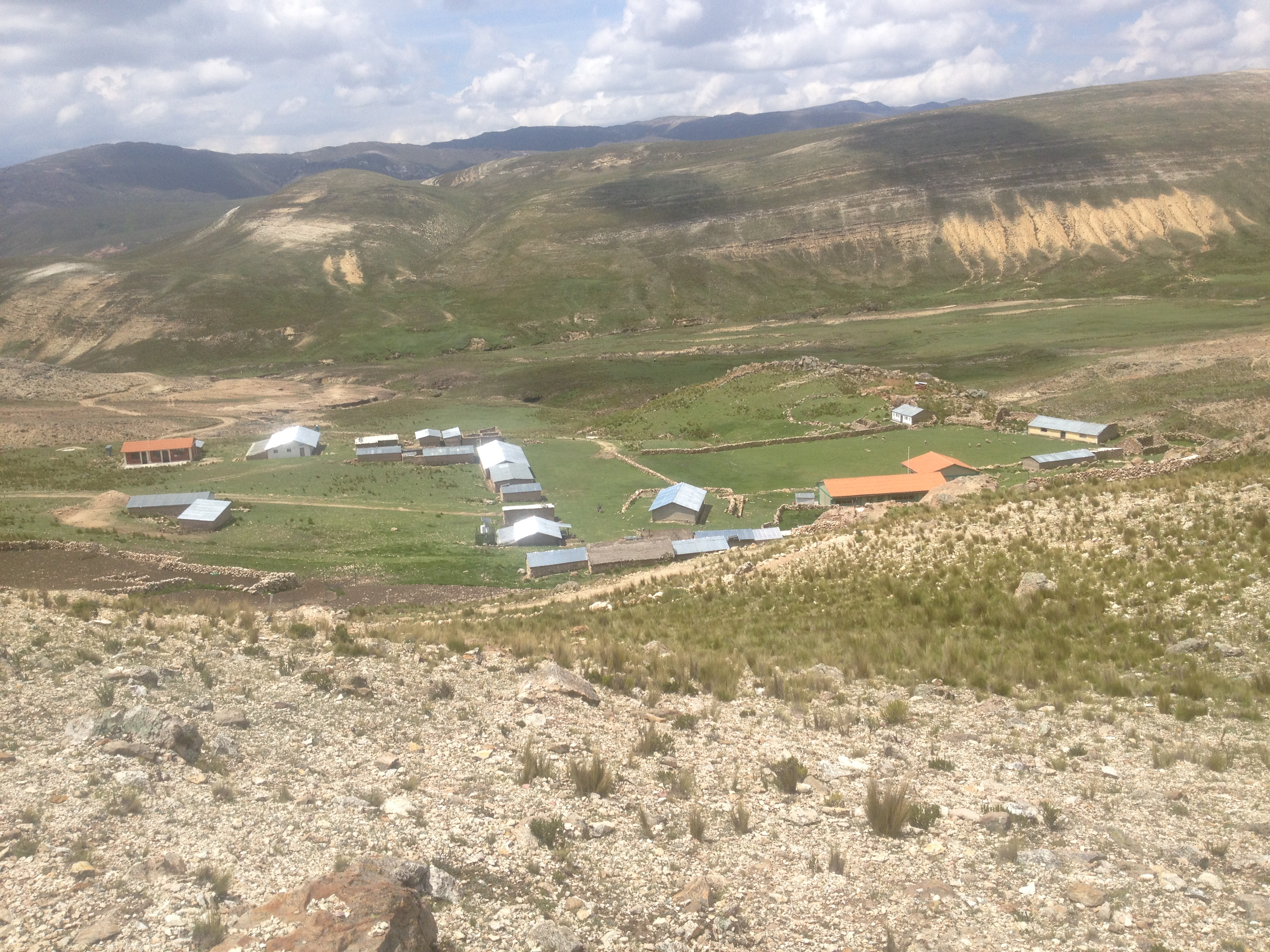

Los anexos del distrito de Santiago de Chocorvos son:
- San Miguel de Curis

```
 Andaymarca
```

- San Luis de Corerac
- Cacre
- Huaruje
- Potaca
- Vista Alegre
- Quisuarccasa
- Cuquias Apas
- Lecclecca
- Mollepata
- Challaca
- San Juan de Quichua
- San Pedro de Puente
- San José de Challaca
- Lucmayocc
- San José de Llactacha
- Corerac
- Obraje
- Villa Alta de Huanas
- Miraflores
- Santa Rosa de Olaya
- Sañuilca
- San Francisco de Machocruz
- San Martín de Palmacancha
- Chuñumana
- San Isidro de Putcca
- San Luis de Olaya
- Yanacolpa
- Palmadera
- Santa Rosa de Otuto
- Santa Rosa de Mejorada
- Santiago de Chocorvos

## Educación
Cuenta con las siguientes instituciones educativas:
- Colegio de educación secundaria Juan Pablo Vizcardo y Guzman.
- Escuela primaria mixta Estatal N° 22164.
- INSTITUCION INICIAL N° 585
- CETPRO

## Autoridades

### Municipales
- 2023-2026
  - Alcalde : José Vicente Romero Cahuana "Movimiento Regional Ayni"
- 2019-2022
  - Alcalde : Elmer Ramos Roman "Partido Movimiento Independiente Trabajando Para Todos (TPT)"
- 2015-2018
  - Alcalde : Oscar Julian Paredes Mantari, partido acción popular
- 2011-2014
  - Alcalde: César Felimón Araujo Gutiérrez, Movimiento Independiente Trabajando Para Todos (TPT).
  - Regidores: Wilfredo Huamaní Sairitupac (TPT), Medrano Gutiérrez Torres (TPT), Rimberto Allauca Rojas (PICO). Doris Irma Yupanqui Sairitupac (PICO), Henry Ventura Huarancca (Partido Acción Popular).[2]
- 2007-2010[3]
  - Alcalde: Óscar Julián Paredes Mantari, Partido Acción Popular.

### Religiosas
- Diócesis de Huancavelica[4]
  - Obispo de Huancavelica: Monseñor Isidro Barrio Barrio.[5]
- SACERDOTE PÁRROCO de 9 distritos

DESDE EL 2017-2023 
```
* José Luis Gavilán Mallqui (aniversario de ordenación 9 de julio)cumpleaños 26 de agosto.
```

DESDE EL 2024 - 202...
```
* Santiago Núñez Vargas
```

parroquia de santiago de chocorvos comprende 4 distritos (1 Santo Domingo de Capillas, 2 San Francisco de Sangayaico, 3 Santiago de Chocorvos, 4 San Isidro de Huirpacancha)
parroquia de san Juan Bautista de Córdova comprende 5 distritos (1 San Juan Bautista de Córdova, 2 Laramarca, 3 Querco, 4 Santiago de Quirahuará, 5 Ocoyo)

## Fiestas costumbristas
- 1° de enero (año nuevo), donde se adora al niño Jesús y siempre hay por lo menos hay dos comparsas de negritos.

También es una fecha importante para el Distrito ya que se celebra el Aniversario de Creación o Fundación. Año Nuevo Distrito Nuevo.
'Los Carnavales' donde participan todos los anexos mediante los Camachicoj, personajes designados por las autoridades del distrito a los solteros maduros del barrio o a matrimonios jóvenes, que se encargan de armar una comparsa y de llevar a la capital del distrito la representación de su anexo, después de hacerse presente y saludar a las autoridades reciben de estos una tarea que consiste en limpiar los canales que sirven para proteger al pueblo de algunos desastres naturales como las lluvias principalmente.
Es una costumbre que data desde muchos años y que se conserva por tradición y costumbre, la verdad es un espectáculo folclórico-social muy bonito porque mientras las mujeres cantan los carnavales con frases hechas con mucha anticipación los hombres proceden a cumplir la tarea encomendada; como son muchas comparsas hay un capataz que se encarga de entregar las tareas mediante la antigua costumbre de la mita (tradición incaica)que se conserva hasta hoy.
- 25 de julio fiesta en honor al patrón San Felipe (protector de Santiago de Chocorvos), donde siempre hay dos mayordomos.
- 15 de agosto fiesta principal del distrito en honor a la Virgen Asunción, dura una semana.

En los meses de septiembre y octubre el sembrio del maíz, todavía se conserva las costumbres ancestrales como la Mita (reparto de agua entre los comuneros para regar los andenes antes del sembrío) y la Ayni que consiste en sembrar el maíz donde participa la comunidad entera con el lema "Hoy por mí mañana por ti, sin pedir nada a cambio".

## ¿Cómo llegar?
La vía más rápida de acceso a Santiago de Chocorvos es por transporte terrestre desde Lima hasta la ciudad de Ica hay 310 km, el tiempo aproximado es de 5 horas, luego desde Ica hasta Chocorvos hay una distancia de 90 km por una carretera afirmada el recorrido dura entre 3 horas.
También existe la vía los Caminos del Inca por la loma baja que generalmente se usa por motivos turísticos o cuando hay interrupción de las carreteras en épocas de lluvia, recorrido que se hace a pie y puede dura entre 12 a 18 horas.